# 威爾金斯山脈
75°32′S 66°30′W / 75.533°S 66.500°W
威爾金斯山脈（英語：Wilkins Mountains）是南極洲的山脈，位於帕爾默地南部，長37公里，處於斯威尼山脈東南面46公里，由美國的探險隊發現，現時由南極條約體系管理。